# Brooklyn Museum

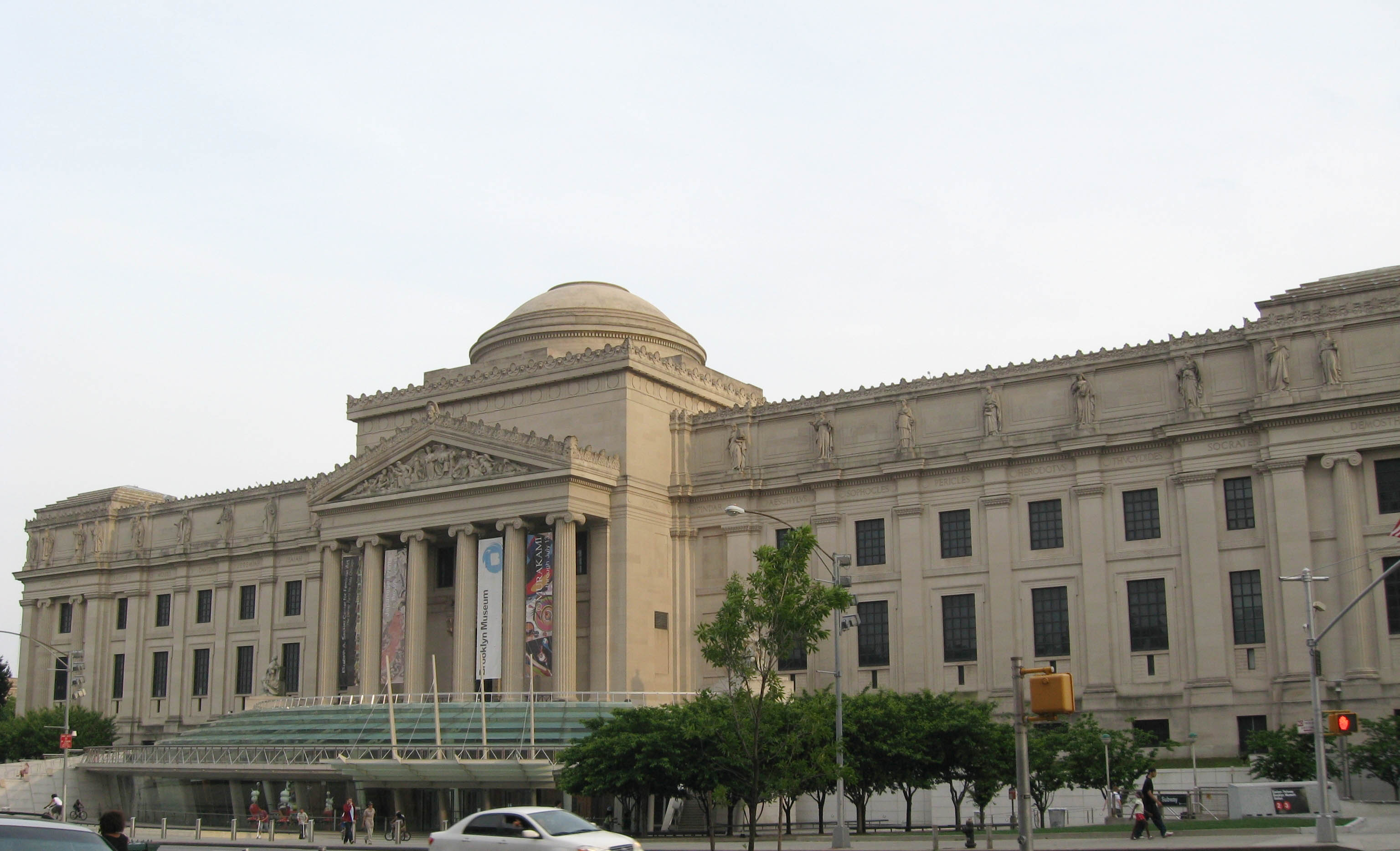
Brooklyn Museum, juni 2008

Het Brooklyn Museum, gevestigd in de borough Brooklyn in New York, is het een-na-grootste kunstmuseum in New York en een van de grootste van de Verenigde Staten. 
De permanente collectie bevat meer dan anderhalf miljoen voorwerpen. Van Egyptische meesterwerken tot moderne kunst en kunst van veel andere culturen. Het is gebouwd in beaux-artsstijl en het oppervlak van het museum is ongeveer 53.000 m². Per jaar komen er ongeveer 500.000 bezoekers naar het museum. 
Het museum staat midden in Brooklyn en is een half uur van Midtown Manhattan vandaan en ongeveer vijftien minuten van het centrum van Brooklyn. Het is bereikbaar per metro, met een metrostation (Eastern Parkway-Brooklyn Museum) grenzend aan het museum. Daarnaast is er een andere korte metrolijn, de Franklin Avenue Shuttle met het metrostation Botanic Garden dicht bij het museum.
Het museum staat aan de Eastern Parkway en Washington Avenue, samen met de Brooklyn Botanic Garden, Mount Prospect Park en het centrale gebouw van de Brooklyn Public Library. Daarnaast ligt het vlak bij Brooklyns Prospect Park.

## Geschiedenis
Het gebouw is ontworpen door het beroemde architectenbureau McKim, Mead, and White en werd gebouwd door de Carlin Construction Company. In 1897 opende de instelling haar deuren. Daniel Chester French, de beeldhouwer van onder andere het Lincoln Memorial, maakte in 1916 twee allegorische figuren, Brooklyn en Manhattan, die momenteel in het museum staan.
In 1997 veranderde het museum zijn naam in Brooklyn Museum of Art, maar al op 12 maart 2004 werd er aangekondigd dat deze naamswijziging weer ongedaan gemaakt zou worden. 